# Узар, Ян Давыдович
Ян Давыдович Узар (10 декабря 1898 — 29 августа 1937) — советский военачальник, полковник из числа латышских стрелков, кавалер двух орденов Красного Знамени РСФСР (постановления от 31.12.1921 и от 10.03.1922).

## Биография
Родился 10 декабря 1898 в усадьбе Гарни Готартской волости Венденского уезда Лифляндской губернии в семье крестьян-бедняков. Окончил Дростенскую приходскую школу и Готартское волостное училище. Учился зимой, в летний период работал пастухом. В 1916 году поступил в Смильтенскую торговую школу. Осенью 1916 года был призван на военную службу в Латышский стрелковый полк, служил писарем в ротной канцелярии, в боевых действиях участия не принимал. Член РСДРП(б) с 1916 года.
После Октябрьской революции выехал в родную волость, но опасаясь ареста, как большевик, после немецкой оккупации перебрался в РСФСР.
В мае 1918 года был назначен в штаб Уфимского фронта, после занятия белыми Уфы находился в подполье. Летом 1918 года возглавил ревтрибунал партизанского отряда Дамберга, действовавшего в Уфимской губернии. Когда отряд был переформирован в 5-ю Уральскую стрелковую дивизию, стал помощником начальника штаба по оперативной, позже по разведывательной части. Затем участвовал в военных действиях в Латвии, был секретарём ревтрибунала Вендена (Цесиса). В августе 1919 — феврале 1920 обучался на командирских курса Выстрел.
Во время Польского похода РККА был ранен в ногу. Отличился при подавлении Кронштадтского восстания, перейдя по льду Финский залив во главе бригады. Был награждён орденом Красного знамени, серебряными часами и правом ношения военно-морской формы.
Затем находился на преподавательской работе.
Был арестован 25 марта 1937 года, приговорён к расстрелу Военной коллегией Верховного суда СССР, выездной сессией в городе Ленинграде 29 августа 1937 года и расстрелян в тот же день. Реабилитирован посмертно.